# Боговці
45°31′ пн. ш. 15°20′ сх. д. / 45.51° пн. ш. 15.33° сх. д.
Боговці (хорв. Bogovci) — населений пункт у Хорватії, у Карловацькій жупанії у складі громади Нетретич.

## Населення
Населення за даними перепису 2011 року становило 3 осіб.
Динаміка чисельності населення поселення: